# Broktrast
Broktrast (Geokichla wardii) är en asiatisk fågel i familjen trastar inom ordningen tättingar.

## Utseende och läte
Broktrasten är en 22 cm lång trast med iögonfallande svartvit dräkt hos hanen. Ovansidan är mestadels svart, med långt, vitt ögonbrynsstreck och vita spetsar på vingtäckare, tertialer, övergump och stjärt. Undersidan är vit med svarta fläckar på flankerna. Ben och näbb är gula. Hona och ungfågel har samma mönster, men det svarta är ersatt av mörkbrunt och det vita av ljusbrunt. Teckningen på undersidan är mer fjällig. Sången är omusikalisk för att vara en trasts, bestående av en serie gnissliga toner följt av korta drillar.

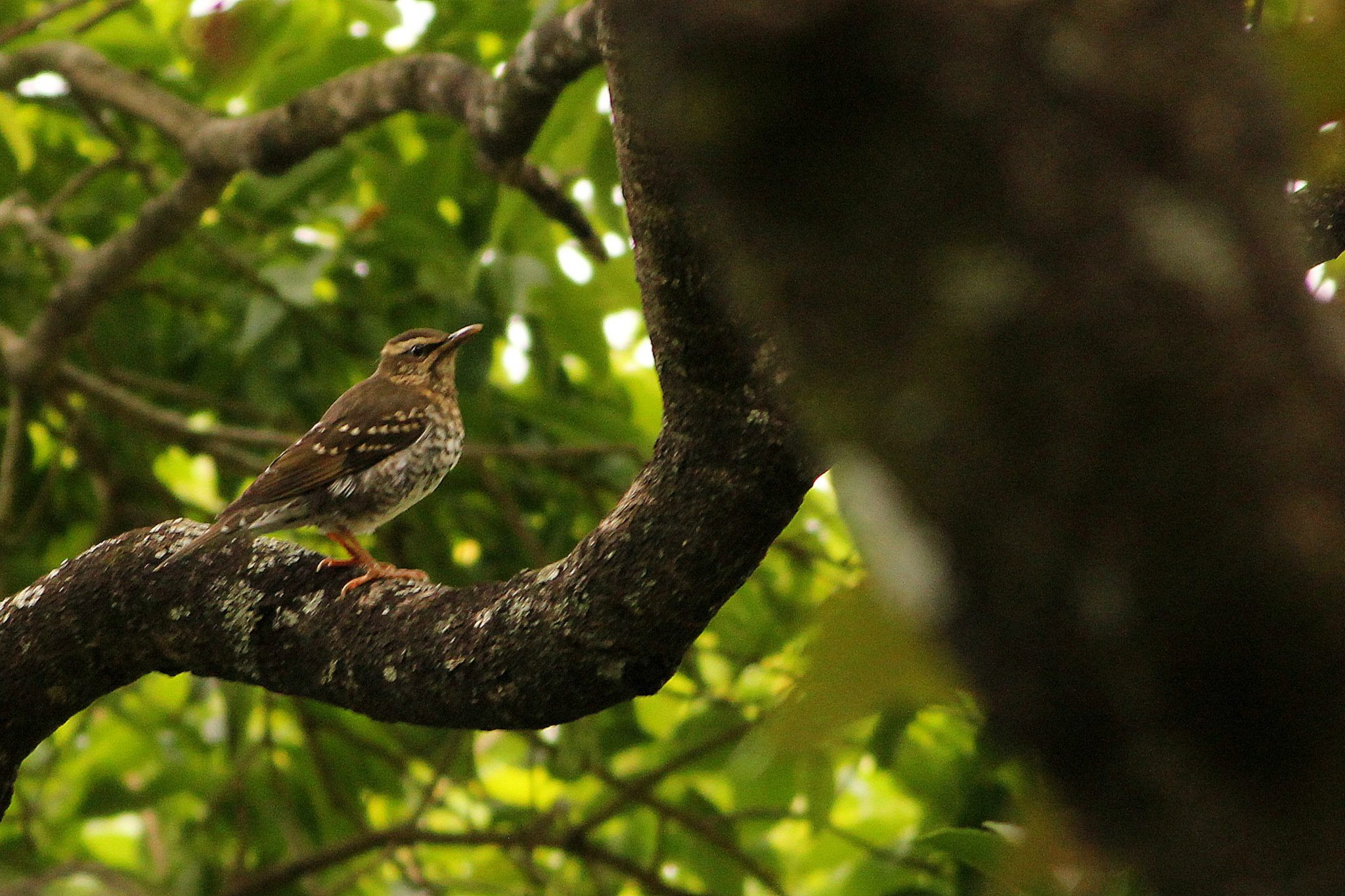
Hona.

## Utbredning och systematik
Broktrasten häckar i Himalaya i norra Indien från Nepal till Assam.  Vintertid flyttar den till Sri Lanka. Den behandlas som monotypisk, det vill säga att den inte delas in i några underarter.

### Släktestillhörighet
Tidigare placerades arten i släktet Zoothera, men flera DNA-studier visar att den tillhör en grupp trastar som står närmare bland andra trastarna i Turdus. Dessa har därför lyfts ut till ett eget släkte, Geokichla.

## Levnadssätt
Broktrasten förekommer i fuktiga områden nära vatten i öppna städsegröna skogar och ungskog på mellan 1500 och 2500 meters höjd. Vintertid ses den i öppnare områden på lägre höjd, 750-1500. Den födosöker ensam eller i par och ses ofta på marken, men flyger in i vegetationen och fryser still när den störs. Liksom många andra Geokichla-trastar är den rätt skygg. Broktrasten är en allätare, men äter mer insekter än frukt. Vintertid formar den flockar.

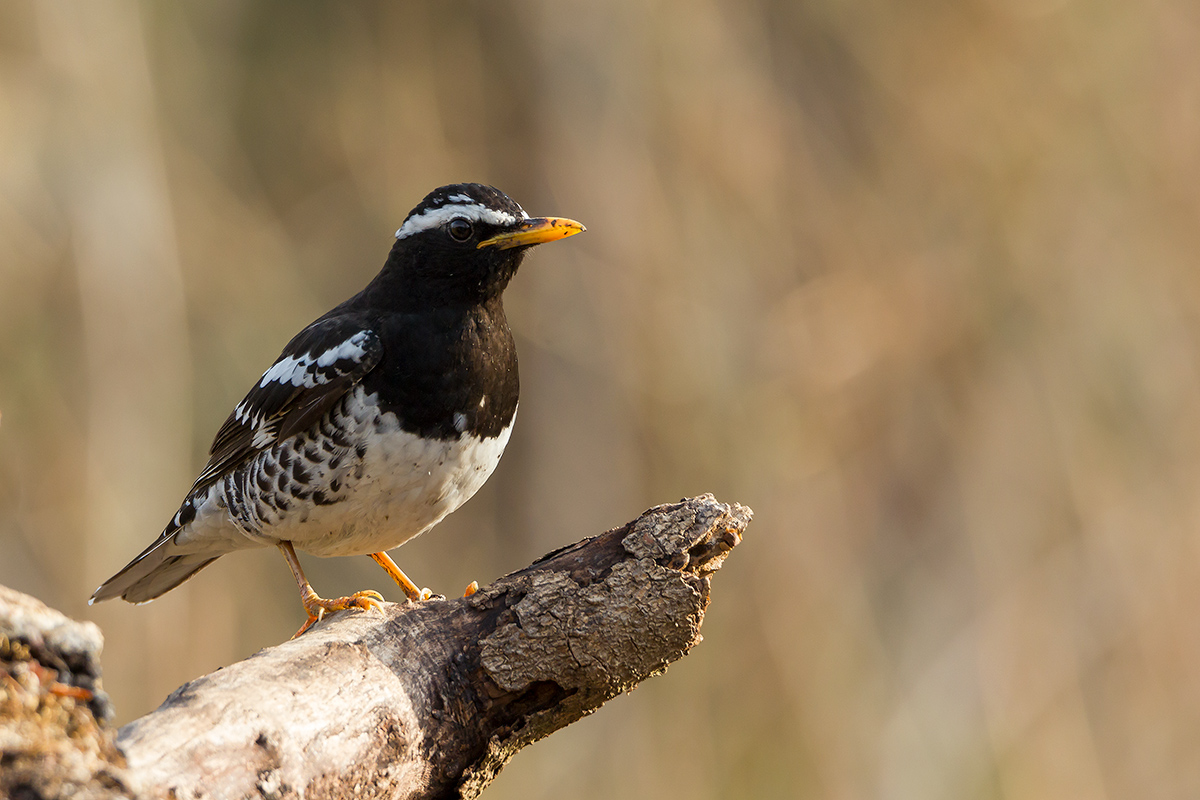
Hane.

### Häckning
Broktrasten häckar från maj till juli. Den bygger ett djupt skålformat bo av mossa och löv som sammanfogas av lite lera och placeras upp till fem meter upp i en trädklyka. Den lägger tre till fyra vita eller blåaktiga ägg.

## Status
Arten har ett stort utbredningsområde och beståndet anses vara stabilt. Internationella naturvårdsunionen IUCN listar den därför som livskraftig (LC). Världspopulationen har inte uppskattats men den beskrivs som fåtalig och lokalt förekommande.

## Namn
Fågelns vetenskapliga artnamn hedrar Samuel Neville Ward (1813-1897) brittisk kolonial ämbetsman i Indien 1832-1863.